# Lacistema lucidum
Lacistema lucidum là một loài thực vật có hoa trong họ Lacistemataceae. Loài này được Schnizl. mô tả khoa học đầu tiên năm 1857.